# Municipi de Västerås
Västerås Municipi (Västerås kommun) és un municipi del Comtat de Västmanland, a la part cental de Suècia. La ciutat més gran és Västerås.

## Localitats
D'acord amb dades del 2018, es mostra la població que hi hi havia a les 17 localitats del municipi:
| Municipi            | Població |
| ------------------- | -------- |
| Västerås            | 122.953  |
| Skultuna            | 3.342    |
| Hökåsen             | 3.023    |
| Irsta               | 2.833    |
| Kvicksund           | 2.208    |
| Tillberga           | 2.164    |
| Barkarö             | 1.546    |
| Enhagen-Ekbacken    | 1.091    |
| Dingtuna            | 1.032    |
| Tidö-Lindö          | 710      |
| Malmen              | 552      |
| Örtagården          | 471      |
| Tortuna             | 418      |
| Harkie              | 284      |
| Munga               | 272      |
| Lycksta             | 240      |
| Kärsta och Bredsdal | 221      |